# Earl Cooper
Earl Cooper, ameriški dirkač, * 2. december 1886, Broken Bow, Nebraska, ZDA, † 22. oktober 1965, Atwater, Kalifornija, ZDA.
Cooper je v sezoni 1913 zmagal na sedmih od osmih dirk Ameriške avtomobilistične zveze in osvojil naslov prvaka AAA, ki ga je osvojil še v sezonah 1915 in 1917, v sezoni 1924 pa je bil drugi. Sedemkrat je nastopil na dirki Indianapolis 500, v letih 1914, 1915, 1919, 1923, 1924, 1925 in 1926. Na dirki leta 1926 je osvojil najboljši štartni položaj, toda odstopil zaradi okvare menjalnika, najboljši rezultat pa je dosegel z drugim mestom na dirki leta 1924 po tem, ko je bil večji del dirke v igri za zmago, toda zaradi več predrtih pnevmatik se je moral zadovoljiti z drugi mestom. V sezoni 1916 je nastopil na dirki za Veliko nagrado ZDA, kjer je osvojil drugo mesto, na dirki za Veliko nagrado Italije v sezoni 1927, ki je bila tudi njegova zadnja pomembnejša dirka kariere, pa je osvojil tretje mesto skupaj s Petrom Kreisom. Umrl je leta 1965. 